# Kanō Jigorō

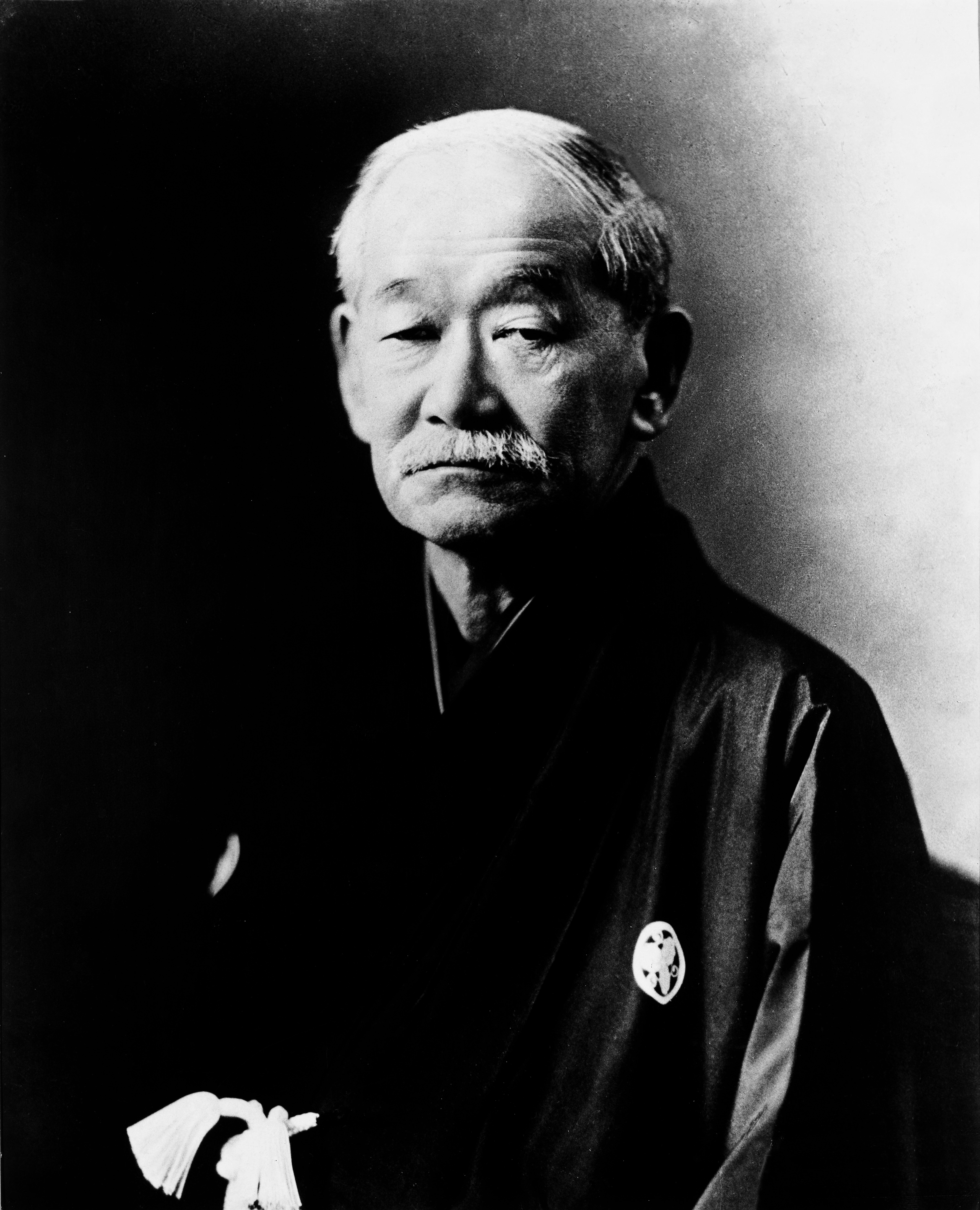
Kanō Jigorō

Kanō Jigorō (japanisch 嘉納 治五郎, Kanō Jigorō; * 10. Dezember 1860 – es entspricht dem 28. Tag des 10. Monats der Man’en in Mikage; † 4. Mai 1938) war ein japanischer Jiu-Jitsu- und Judo-Lehrer (Sensei) sowie Begründer der Kampfsportart Judo.

## Jugend und Ausbildung
Kanō Jigorō wurde am 28. Tag des 10. Monats der Ära Man’en als Abkömmling einer Sake-Brauer-Familie in der Stadt Mikage in der Präfektur Hyōgo (in der Nähe von Kyōto) geboren. Zum Zeitpunkt von Kanōs Geburt verwendete Japan einen Mondkalender, daher stimmten die Tage und Monate nicht mit dem gregorianischen Kalender (10. Dezember 1860) überein. Die Japaner wechselten erst 1873 zu einem gregorianischen Kalendersystem. Aufgrund dessen wird oft der 28. Oktober 1860 als Geburtstag angegeben und auch als Jahrestag gefeiert.
Als Kanō 10 Jahre alt war, starb seine Mutter und seine Familie siedelte 1871 nach Tokyo über. Kanō zeigte sich begabt für Fremdsprachen und besuchte ab seinem 15. Lebensjahr eine Fremdsprachenschule in Tokio. 1877 begann Kanō an der Universität Tokio zu studieren.
Er lehrte ab 1893 für 23 Jahre an der Höheren Normalschule Tokio (später Pädagogische Universität Tokio) und war auch für drei Amtszeiten deren Rektor.
Während seiner Jugend hatte Kanō Jigorō eine schwache körperliche Konstitution, das machte ihn wiederholt zum Opfer von anderen Jugendlichen seines Alters. Er beschloss daraufhin, sich selbst so weit zu stärken, wie es nur möglich war. Im Alter von 17 Jahren begann Kanō deshalb mit dem Studium des Jiu Jitsu, das in der Mitte des 19. Jahrhunderts eine in Japan weitverbreitete Kampfsportart war. In Tokio existierten damals die meisten Jiu-Jitsu-Schulen. Yagi Teinosuke, ein Doktor aus dem Viertel Nihonbashi, versprach, ihn einem Jiu-Jitsu-Meister aus der Nachbarschaft vorzustellen.
Obwohl er keineswegs über ideale körperliche Voraussetzungen verfügte, erlernte er bei seinem ersten Lehrer Katagiri Ryuji in kurzer Zeit die „Techniken der Griffe und Würfe“. Da Ryuji Katagiri ihn aufgrund seiner immer noch schwächlichen Konstitution im Training nicht genügend forderte, setzte er ab 1877 sein Training bei besser anerkannten Meistern fort. Dazu gehörten Fukuda Hachinosuke und Iso Masatomo von der Tenjin-Shinyo-Schule. Fukuda Hachinosuke konzentrierte sich bei seinem Training auf Randori, auf das freie Kampftraining zwischen zwei Partnern. Formale Übungen wie Kata, das Nachvollziehen genau bestimmter Abfolgen verschiedener Techniken, wurden von ihm vernachlässigt. Auch bei Kanō Jigorō ist eine solche Tendenz später feststellbar.
Als Fukuda Hachinosuke 1879 im Alter von nur 52 Jahren starb, schloss sich Kanō der Gruppe von Iso Masatomo an. Iso konzentrierte sich bei seiner Ausbildung hauptsächlich auf die Ausführung von Kata. Sein im Zentrum Tokios gelegenes Dōjō war für die Perfektion dieser Bewegungsabläufe bekannt. Während der folgenden zwei Jahre führte Kanō Jigorō nur noch das Jiu-Jitsu-Training der Tenjin-Shinyo-Schule durch und wurde so geübt, dass er von seinem Meister mit der Betreuung einer Trainingsgruppe von 20 bis 30 Schülern betraut wurde.
Als Iso Masatomo genau wie Meister Fukuda 1881 krank wurde, beschloss Kanō Jigorō wiederum zu einer anderen Schule zu wechseln, um sich weiterzuentwickeln. Er ging zu Iikubo Kuwakichi aus der Kito-Schule. Iikubo Kuwakichi war wie Fukuda Hachinosuke ein Befürworter des Randori. Er war besonders auf Wurftechniken (Nage Waza) spezialisiert. Der Einfluss dieses Meisters war ein wichtiger Faktor bei der späteren Entwicklung des Judo durch Kanō Jigorō. Während dieser Zeit begann Kanō eigene Techniken zu entwickeln, darunter Wurftechniken wie den Uki-goshi und den Tsuri-komi-goshi. Diese Techniken sind auch heute noch Bestandteil jedes Judo- und Jiu-Jitsu-Trainings. Den ihm zugeschriebenen Kata-guruma entlehnte Kanō einem Buch mit westlichen Ringertechniken.

## Das Kōdōkan-Dōjō und die Entstehung des Judo
Das Studium der Techniken der verschiedenen Ju-Jitsu-Stile (vor allem der Wurftechniken der Kito-Ryu) brachte Kanō Jigorō auf die Idee, ein eigenes Jiu-Jitsu-System zu schaffen und es für junge Leute attraktiver als das bisher praktizierte Kampfsystem zu machen. Es sollte nicht nur Wert auf die Kampftechniken gelegt werden. Vielmehr sollte dem Training des Verstandes der Schüler eine gleichrangige Bedeutung zufallen. Kanō machte es sich zur Aufgabe, ein System zu entwickeln, das, aufbauend auf wissenschaftlichen Prinzipien, körperliche und geistige Ausbildung der Schüler miteinander verband.
Dieses System bestand neben den Wurftechniken (Nage-waza) aus Grifftechniken (Katame-waza) sowie Schlag-, Tritt- und Stoßtechniken (Atemi-waza), die u. a. dem System der Kito-Ryu und der Tenjin Shinyō-ryū (traditionelle Ju-Jitsu Schulen, bei denen Kanō 'Menkyo-Kaiden' – die universelle Lehrerlaubnis bzw. Meisterwürde – innehatte) entnommen wurden. Kanō selektierte dabei alle Techniken aus, welche dem von ihm gefundenen obersten Prinzip „möglichst wirksamer Gebrauch von geistiger und körperlicher Energie“ widersprachen. Dass er dabei aber alle gefährlichen Techniken entfernt hätte, die geeignet sind, einen Menschen ernsthaft zu verletzen oder zu töten, ist ein weitverbreiteter Irrtum. Spätestens beim Studium der Kata wie Kime-no-Kata oder der Kodokan Goshin-Jitsu tritt dieser Irrtum offen zutage.
Neben dem bedeutsamen Wechsel zur Kito-Schule brachte das Jahr 1881 für Kanō den Abschluss seines Universitätsstudiums und bald darauf eine Anstellung in der Gakushūin (Adelsschule) für Kinder aus privilegierten Familien als Literatur-Lehrer. Durch diese Anstellung nahmen Kanōs Arbeits- und Trainingszeiten einen so großen Anteil seines täglichen Tagesablaufs ein, dass er oft erst in den frühen Morgenstunden zum Schlafen kam.
Im Februar 1882 nahm Kanō Jigorō neun von seinen Schülern aus der Kito-Ryu und eröffnete sein eigenes Dōjō im Eishoji-Tempel, der sich im Stadtteil Shitaya befand. Das Dōjō war äußerst klein und mit nur 12 Tatami (Matten) ausgelegt. Zu seinen ersten Schülern gehörten Tomita Tsunejiro und der später wegen seines Wurfs Yama Arashi berühmte Saigo Shiro. Der Meister Iikubo Kuwakichi aus der Kito-Schule kam zwei- bis dreimal pro Woche zum Tempel, um Kanō bei seinen Übungseinheiten zu unterstützen. Diese Trainingsgruppe war der Ursprung des später bekannten Kōdōkan-Dōjō. Die von Kanō zu diesem Zeitpunkt gelehrte Kampfsportart war aber kein völlig neues System, sondern eben ein reformiertes Jiu Jitsu. Der Übergang zum neuen Kampfsystem Judo vollzog sich aber als ein stetiger Prozess während der folgenden zwei Jahre. Kanō wurde in dieser Zeit so geübt, dass es ihm gelang, Meister Iikubo Kuwakichi im Randori mit Hilfe seiner Nage Waza zu schlagen. Daraufhin wurde Kanō offiziell zu einem Meister der Kito-Schule ernannt. Iikubo Kuwakichi nahm weiterhin am Training im Kōdōkan-Dōjō teil.
Kanō Jigorō legte sowohl als Literatur-Lehrer als auch als Jiu-Jitsu-Meister sehr viel Wert auf die Disziplin seiner Schüler und war entsprechend streng. Auf der anderen Seite aber mussten Kanōs Schüler für den Unterricht nichts bezahlen und wurden von Kanō als Gäste behandelt und von ihm mit Tee und Reis bewirtet. Er stellte seinen ärmeren Schülern teilweise Übungskleidung zur Verfügung, die er sogar selbst wusch.
1883 musste Kanō sein Dōjō verlegen, da die Priester des Eisho-Tempels nicht länger gewillt waren, den Lärm etwa durch auf die Tatami aufschlagenden Uke und die Zerstörungen – einige Bodenplatten des Tempels gingen zu Bruch und wurden durch Kanō wieder repariert – zu dulden. Das Dōjō zog zunächst auf ein Grundstück in der Nähe des Tempels, bevor es schließlich in die Wohnung von Kanō Jigorō verlegt wurde. Es war nun so groß, dass es Platz für 20 Tatami bot.
1884 war der Entwicklungsprozess des von Kanō gelehrten Kampfstils so weit fortgeschritten, dass Kanō damit begann, die Prinzipien des neuen Kampfsystems in der Satzung des Kōdōkan-Dōjō festzuhalten. Kanō Jigorō deklarierte mit den folgenden Worten sein neues Kampfsystem: „Durch das Vereinen all der Vorteile, die ich verschiedenen Schulen des Jiu Jitsu entnommen habe, und durch das Hinzufügen meiner eigenen Techniken habe ich ein neues System der Körperertüchtigung, des mentalen Trainings und des Wettkampfs gefunden. Dieses System nenne ich Kōdōkan-Jūdō.“

## Die Durchsetzung des Judo als Kampfsport in Japan
Den im Kōdōkan unterrichteten Sport nannte Kanō „Jūdō“, was „flexibler/angepasster Weg“ oder „weicher Weg“ bedeutet. Es setzt sich aus den Silben „Jū“ und „Do“ zusammen. Durch „Do“ (Weg/Prinzip/Technik) wollte er auf das geistig-moralische Prinzip seines Judo hinweisen. Der Übende befindet sich nie am Ziel seiner Ausbildung, er ist immer auf dem Weg dorthin, immer ein Lernender. Mit der Silbe „Jū“, die schon früher im Jū-jutsu enthalten war, soll das Prinzip „Siegen durch sich flexibel an den Gegner anpassen beziehungsweise unter Umständen auch Nachgeben“ verdeutlicht werden. Kanō kam es also nicht nur auf die Kunstfertigkeit (Jūtsu) der Techniken an.
Allerdings gab es Judo bereits, denn die Jikishin-Schule nannte ihre Kampfkunst ebenfalls so. Um sich von diesem System zu unterscheiden, hieß die von Kanō gelehrte Kampfsportart „Kōdōkan Jūdō“: das Judo, das im Kōdōkan gelehrt wurde. In der ersten Ausgabe des Kodokan-Judo-Magazins vom Januar 1915 antwortete Kano auf seine eigene Frage „Was ist Judo?“: „Jūdō wa shinshin no chikara o mottomo yukō ni shiyō suru michi de aru“ „Judo ist der Weg, seine geistigen und körperlichen Kräfte am effektivsten zu nutzen.“
Viele der alten Samurai-Kampftechniken waren im neuen Judo ersatzlos gestrichen worden. Neue Techniken wurden entwickelt. Am Ende entstand eine Kampfsportart, die auch gefahrlos als Zweikampf-Sportart betrieben werden konnte und heute weltweit anerkannt ist. Allerdings wird dabei zuweilen vergessen, dass Kōdōkan-Jūdō nach wie vor auch Schläge (Atemi) und Waffentechniken beinhaltet, was in der Kime-no-Kata noch offen zu Tage tritt. Allerdings sind diese Techniken im Wettkampf verboten.
Judo sollte jedoch nicht nur Kampfsport, sondern auch geistiges Training sein. Körper und Geist sollten einen Zustand der Harmonie und Ausgeglichenheit erreichen. Es dauerte noch lange, bis das Kōdōkan und das dort unterrichtete Judo anerkannt wurden. Konkurrierende Schulen betrachteten das Kōdōkan im negativen Sinne als „Schule für Intellektuelle“. Judo wurde nicht ernst genommen.
Die Führer anderer Schulen erklärten öffentlich, dem Kōdōkan fehlten die praktischen Fertigkeiten. Sie bezeichneten Kanō als einen Bücherwurm, der seine Techniken bei den echten Meistern der Kampfkünste gestohlen habe. Besonders angegriffen wurden Kanō und das Kōdōkan durch die Schule „Ryoi shinto-Ryu“. Der Führer dieser Schule, Totsuka Hikosuke, zog in Presseartikeln über das Kōdōkan her. Zusammenstöße seiner Schüler mit den Schülern Kanōs wurden bewusst provoziert.
1886 ordnete die Kaiserliche Polizeiverwaltung die Durchführung eines Entscheidungskampfes zwischen den beiden Schulen an. Man war entschlossen, Ordnung in das Erziehungssystem im Lande zu bringen. Als Norm beabsichtigte man eine einzige, besonders effektive Schule auszuwählen. Hierzu sollte dieser Entscheidungskampf dienen. Beide Schulen stellten jeweils 15 ihrer besten Meister auf. Kanōs Schüler gewannen mit Ausnahme von zwei Unentschieden alle Kämpfe. Deutlicher konnte die Überlegenheit des neuen Systems gegenüber anderen Ju-Jitsu-Schulen kaum ausfallen. Kanō vervollkommnete und ergänzte seine Judotechniken weiter. Systeme wie die „Go-Kyo“ wurden geschaffen. Bis 1894 leitete Kanō seine Schule allein. Dann wurde ein Gremium, der „Kōdōkan-Rat“ ins Leben gerufen. 1900 kam als weiteres Organ die „Vereinigung der Dan-Träger“ hinzu.
Von 1909 an war Kanō Jigorō in die olympische Bewegung involviert. Er war ein offizieller Gesandter Japans bei den Olympischen Spielen 1912 in Stockholm und half bei der Organisation der Fernöstlichen Spiele in Osaka 1917. Er war nicht bei den Olympischen Spielen 1924 in Paris anwesend, aber er repräsentierte Japan bei den Spielen in Amsterdam (1928), Los Angeles (1932) und Berlin (1936). Zwischen 1931 und seinem Tod war er im Komitee für die japanische Olympiabewerbung für die Spiele 1940 in Tokio.
Aufgrund seiner nachlassenden Gesundheit gab Kanō Jigorō ab 1934 keine öffentlichen Vorführungen mehr. Anfang Mai 1938 starb er an Bord der Hikawa Maru auf hoher See.
Während des Zweiten Weltkriegs wurde das Kodokan von nationalistischen Strömungen unterwandert, was dazu führte, dass das Kodokan mitunter als Akademie für japanische Marineoffiziere diente. Nach dem Sieg der Alliierten 1945 wurde das Kodokan (wie die meisten Kampfkunstschulen) deshalb auf Geheiß der Amerikaner einige Zeit geschlossen. Insgeheim wurde aber weitertrainiert. Nach einiger Zeit durfte die Schule 1946 unter gewissen Auflagen aber wieder eröffnet werden. Die offizielle Ausrichtung des Kodokan auf den friedlichen, nicht-tödlichen Wettkampfsport dürfte dabei gewiss sehr hilfreich gewesen sein. Gleichzeitig ebnete es aber auch den Weg, um Judo als internationalen Wettkampfsport zu etablieren.
- 1909 erhielt das Kōdōkan den Status einer Stiftung. Präsident wurde Kanō Jigorō.
- 1911 gründete Kanō die Dai-Nippon Taiiku Kyōkai (engl. Japan Amateur Sports Association), einen Vorläufer des heutigen Japanischen Olympischen Komitees, und wurde deren erster Präsident.
- 1920 Gunji Koizumi (damals 2. Dan) begann Judo in England zu lehren, nachdem er 1918 den „Budokai“ in London gegründet hatte.
- 1930 fanden in Japan die ersten nationalen Meisterschaften im Judo statt.
- 1934 Auszeichnung mit dem Asahi-Preis.
- 1936 Kanō verleiht erstmals einem Europäer, Moshé Feldenkrais, den „Schwarzen Gürtel“ (damals 1. Dan).
- 1936 Mikinosuke Kawaishi (damals 4. Dan) begann Judo in Frankreich zu lehren.
- 1938 am 4. Mai starb Kanō im Alter von 77 Jahren an einer Lungenentzündung während der Rückreise von Europa nach Japan auf dem japanischen Schiff Hikawa Maru. Auf dieser Reise hatte er Mikinosuke Kawaishi die Erlaubnis erteilt, in Europa Dan-Graduierungen im Namen des Kōdōkan vorzunehmen. Jiro Nango wurde Kanōs Nachfolger als Präsident des Kōdōkan.
- 1946 Jiro Nango stellte sein Amt als Präsident des Kōdōkan zu Gunsten von Kanōs Sohn, Risei Kanō, zur Verfügung.
- 1952 Sumiyuki Kotani (damals 8. Dan) unterrichtete erstmals ausländische Judoka (der American Air Force) im Kōdōkan.
- 1958 wurde das Kōdōkan erneut verlegt. In Tokio wurde ein komplett neues Dōjō erstellt.
- 1964, bei den Sommerspielen in Tokio, wurde Judo zum ersten Mal olympische Sportart.

Nachdem auch das neue Dōjō des Kōdōkan nicht mehr ausreichte, wurde von 1982 bis 1984 ein neuer Trainingstrakt angebaut. In sieben Etagen kann man dort Judo trainieren. Die 8. Etage ist als Galerie mit 460 Sitzplätzen ausgebaut. Von dort aus kann man auf das Dōjō mit 420 Tatami in der 7. Etage blicken.
Kanō Jigorō zu Ehren wurde von 1978 bis 2007 der Jigoro Kano Cup ausgetragen.
2021 wurde Jigorō zum 161. Geburtstag von der Suchmaschine Google mit einem Doodle geehrt.